# System Architecture Evolution
System Architecture Evolution (SAE) és l'arquitectura de xarxa bàsica de l'estàndard de comunicació sense fils LTE del grup de protocols de comunicacions mòbils 3GPP.
SAE és l'evolució de la xarxa central GPRS, però amb una arquitectura simplificada; una xarxa totalment IP (AIPN); suport per a xarxes d'accés de ràdio (RAN) de menor rendiment i menor latència; i suport per a, i mobilitat entre, múltiples xarxes d'accés heterogènies, incloent E-UTRA (interfície aèria avançada LTE i LTE) i sistemes heretats 3GPP (per exemple GERAN o UTRAN, interfícies aèries de GPRS i UMTS respectivament), però també no Sistemes 3GPP (per exemple , Wi-Fi, WiMAX o CDMA2000).

Nodes i interfícies EPC

## Arquitectura SAE[4]
El SAE té una arquitectura plana i totalment IP amb separació del trànsit del pla de control i del pla d'usuari.
El component principal de l'arquitectura SAE és l'Evolved Packet Core (EPC), també conegut com a SAE Core. L'EPC servirà d'equivalent a les xarxes GPRS (mitjançant els subcomponents Mobility Management Entity, Serving Gateway i PDN Gateway).

### Nucli de paquets evolucionat (EPC)
Els subcomponents de l'EPC són:

#### MME (Entitat de Gestió de la Mobilitat)
El MME és el node de control clau per a la xarxa d'accés LTE. És responsable del procediment d'etiquetatge i paginació de l'equip d'usuari (UE) en mode inactiu, incloses les retransmissions. Està implicat en el procés d'activació/desactivació del portador i també és responsable d'escollir la passarel·la de servei per a un UE en la connexió inicial i en el moment de la transferència intra-LTE que implica la reubicació del node de la xarxa central (CN). És responsable d'autenticar l'usuari (mitjançant la interacció amb el Servidor de Subscriptor d'Home). La senyalització de l'estrat sense accés (NAS) acaba a l'MME i també és responsable de la generació i assignació d'identitats temporals als UE. Comprova l'autorització de la UE per acampar a la xarxa mòbil terrestre pública (PLMN) del proveïdor de serveis i fa complir les restriccions d'itinerància de la UE. El MME és el punt de terminació de la xarxa per a la protecció de xifrat/integritat per a la senyalització NAS i s'encarrega de la gestió de la clau de seguretat. El MME també admet la intercepció legal de la senyalització. El MME també proporciona la funció de pla de control per a la mobilitat entre xarxes d'accés LTE i 2G/3G amb la interfície S3 que acaba a l'MME des del SGSN. El MME també acaba la interfície S6a cap a l'HSS per a UE en itinerància

#### SGW (Porta d'enllaç de servei)
El Serving Gateway encamina i reenvia paquets de dades d'usuari, alhora que actua com a àncora de mobilitat per al pla d'usuari durant els trasllats entre eNodeB i com a àncora per a la mobilitat entre LTE i altres tecnologies 3GPP (acabant la interfície S4 i transmetent el trànsit entre 2G/3G). sistemes i passarel·la de xarxa de paquets de dades). Per als equips d'usuari en estat inactiu, la passarel·la de servei finalitza la ruta de dades de l'enllaç descendent i activa la paginació quan arriben les dades de l'enllaç descendent per a l'equip d'usuari. Gestiona i emmagatzema contextos UE, per exemple, paràmetres del servei portador IP, informació d'encaminament intern de la xarxa. També realitza la replicació del trànsit d'usuaris en cas d'intercepció lícita.

#### PGW (Packet Data Network Gateway)
La passarel·la de xarxa de paquets de dades (PDN Gateway, també PGW) proporciona connectivitat des de l'equip d'usuari (UE) a xarxes de dades de paquets (PDN) externes en ser el seu punt de sortida i entrada de trànsit. Un equip d'usuari pot tenir connectivitat simultània amb més d'una passarel·la de xarxa de paquets de dades per accedir a diverses xarxes de paquets de dades. La passarel·la PDN realitza l'aplicació de polítiques, el filtratge de paquets per a cada usuari, el suport de càrrega, la intercepció legal i el control de paquets. Un altre paper clau del Packet Data Network Gateway és actuar com a àncora per a la mobilitat entre tecnologies 3GPP i no 3GPP, com ara WiMAX i 3GPP2 (CDMA 1X i EvDO).

#### HSS (Servidor de subscriptor domèstic)
El servidor de subscriptors d'inici és una base de dades central que conté informació relacionada amb l'usuari i amb la subscripció. Les funcions de l'HSS inclouen la gestió de la mobilitat, el suport a l'establiment de trucades i sessions, l'autenticació d'usuaris i l'autorització d'accés. L'HSS es basa en el registre d'ubicacions domèstiques (HLR) i en el centre d'autenticació (AuC) pre-Rel-4.

#### ANDSF (funció de selecció i descoberta de xarxes d'accés)
L'ANDSF proporciona informació a la UE sobre la connectivitat a xarxes d'accés 3GPP i no 3GPP (com ara Wi-Fi). L'objectiu de l'ANDSF és ajudar la UE a descobrir les xarxes d'accés a les seves proximitats i proporcionar regles (polítiques) per prioritzar i gestionar les connexions a aquestes xarxes.

#### ePDG (gateway de dades de paquets evolucionats)
La funció principal de l'ePDG és assegurar la transmissió de dades amb un UE connectat a l'EPC mitjançant un accés no fiable de 3GPP, per exemple, VoWi-Fi. Amb aquesta finalitat, l'ePDG actua com a node de terminació dels túnels IPsec establerts amb la UE.

## Protocols no Access Stratum (NAS)
Els protocols de l'estrat sense accés (NAS) formen l'estrat més alt del pla de control entre l'equip d'usuari (UE) i l'MME. Els protocols NAS admeten la mobilitat de la UE i els procediments de gestió de sessions per establir i mantenir la connectivitat IP entre la UE i un GW PDN. Defineixen les regles per a un mapeig entre paràmetres durant la mobilitat entre sistemes amb xarxes 3G o xarxes d'accés no 3GPP. També proporcionen la seguretat del NAS mitjançant la protecció de la integritat i el xifrat dels missatges de senyalització del NAS. EPS (Evolved Packet System) ofereix a l'abonat una connectivitat IP "llista per a utilitzar" i una experiència "sempre activa" mitjançant l'enllaç entre els procediments de gestió de la mobilitat i de gestió de sessions durant el procediment d'adhesió a la UE.

## Pila de protocols EPC

### Protocols MME (Entitat de Gestió de la Mobilitat)
La pila de protocols MME consta de:

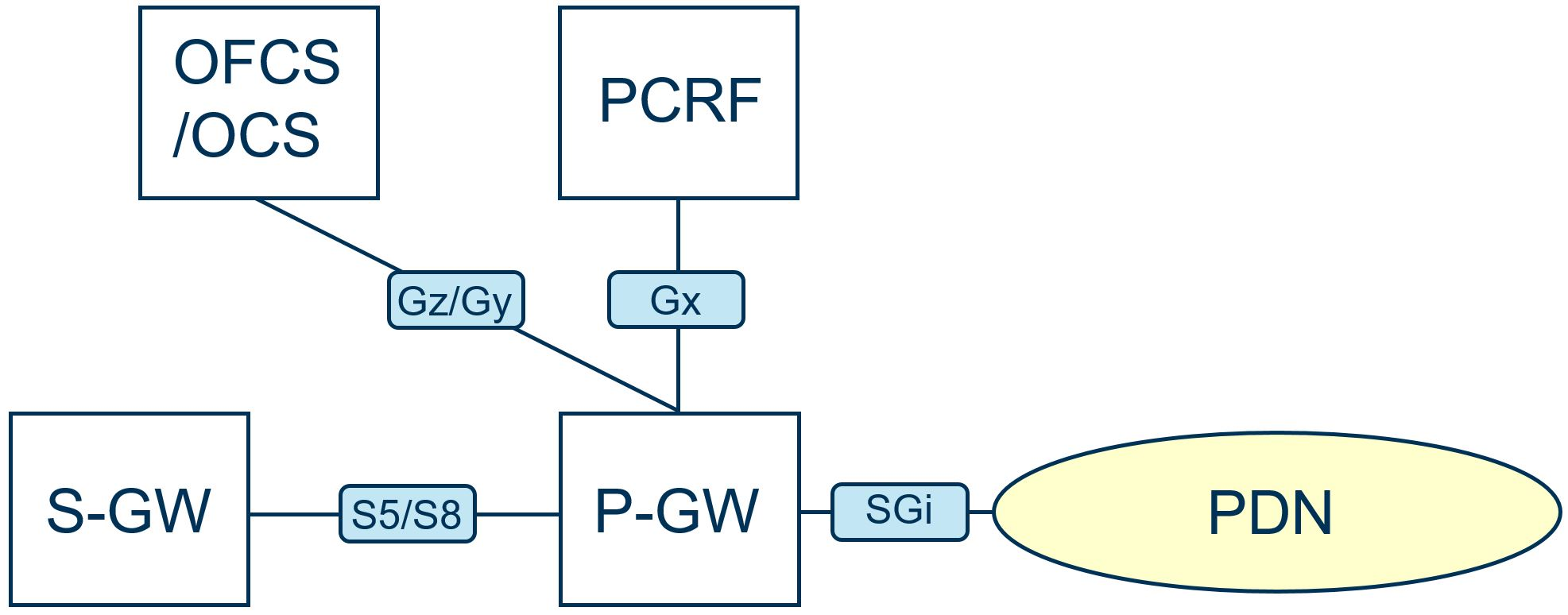
Principals interfícies que P-GW comparteix amb altres nodes EPC

1. Pila S1-MME per admetre la interfície S1-MME amb eNodeB
2. Pila S11 per admetre la interfície S11 amb Serving Gateway

### Protocols SGW (Serving Gateway)
El SGW consta de
1. Pila de pla de control S11 per admetre la interfície S11 amb MME
2. Control S5/S8 i piles de plànols de dades per admetre la interfície S5/S8 amb PGW
3. Pila de pla de dades S1 per admetre la interfície de pla d'usuari S1 amb eNodeB
4. Pila de pla de dades S4 per admetre la interfície de pla d'usuari S4 entre RNC d'UMTS i SGW d'eNodeB
5. Sxa: des de 3GPP Rel.14, la interfície Sx i el protocol PFCP associat es van afegir a l'SGW, permetent la separació del pla d'usuari de control entre SGW-C i SGW-U.

### Protocols PGW (Packet Data Network Gateway)
Les principals interfícies suportades pel P-GW són:
1. S5/S8: aquesta interfície es defineix entre S-GW i P-GW. S'anomena S5 quan l'S-GW i el P-GW es troben a la mateixa xarxa (escenari sense itinerància) i S8 quan l'S-GW es troba a la xarxa visitada i el P-GW a la xarxa domèstica (roaming). escenari). Els protocols eGTP-C i GTP-U s'utilitzen a la interfície S5/S8.
2. Gz: aquesta interfície la utilitza el P-GW per comunicar-se amb el sistema de càrrega fora de línia (OFCS), principalment per enviar els registres de dades de càrrega (CDR) dels usuaris de postpagament mitjançant FTP.
3. Gy: aquesta interfície la utilitza el P-GW per comunicar-se amb el sistema de càrrega en línia (OCS). El P-GW informa el sistema de càrrega sobre la càrrega útil dels usuaris de prepagament en temps real. El protocol de diàmetre s'utilitza a la interfície Gy.
4. Gx: aquesta interfície la utilitza el P-GW per comunicar-se amb la funció de regles de política i de càrrega (PCRF) per tal de gestionar les regles de regles de política i de càrrega (PCC). Aquestes regles contenen informació relacionada amb el cobrament, així com paràmetres de qualitat de servei (QoS) que s'utilitzaran a l'establiment portador. El protocol de diàmetre s'utilitza a la interfície Gx.
5. SGI: aquesta interfície es defineix entre el P-GW i les xarxes externes, per exemple, accés a Internet, accés corporatiu, etc.
6. Sxb: des de 3GPP Rel.14, la interfície Sx i el protocol PFCP associat es van afegir al PGW, permetent la separació del pla d'usuari de control entre PGW-C i PGW-U.

## Suport de serveis de veu i SMS
L'EPC és una xarxa bàsica només de paquets. No té un domini de commutació de circuits, que s'utilitza tradicionalment per a trucades telefòniques i SMS.

## Xarxes d'accés múltiples
La UE es pot connectar a l'EPC mitjançant diverses tecnologies d'accés. Aquestes tecnologies d'accés estan formades per:
- Accés 3GPP: aquestes tecnologies d'accés estan especificades pel 3GPP. Inclouen GPRS, UMTS, EDGE, HSPA, LTE i LTE Advanced.
- accessos no 3GPP: aquestes tecnologies d'accés no estan especificades pel 3GPP. Inclouen tecnologies com cdma2000, WiFi o xarxes fixes. 3GPP especifica dues classes de tecnologies d'accés que no són 3GPP amb diferents mecanismes de seguretat:
  - accessos de confiança, que l'operador de xarxa considera fiables des del punt de vista de la seguretat (per exemple: una xarxa cdma2000). Interfície d'accés de confiança no 3GPP directament amb la xarxa.
  - accessos no fiables, que l'operador de xarxa no considera fiables des del punt de vista de la seguretat (per exemple, una connexió a través d'un punt Wi-Fi públic). Els accessos no fiables que no són 3GPP es connecten a la xarxa mitjançant un ePDG, que ofereix mecanismes de seguretat addicionals (túnel IPsec).